# Medal „Zasłużony dla Wymiaru Sprawiedliwości – Bene Merentibus Iustitiae”
Medal „Zasłużony dla Wymiaru Sprawiedliwości – Bene Merentibus Iustitiae” – nagroda przyznawana przez Krajową Radę Sądownictwa.

## Charakterystyka
Pierwotnie wyróżnienie zostało ustanowione w 2007, zaś było nadawane sędziom przechodzącym w stan spoczynku i wyróżniającym się wyjątkowym zaangażowaniem w pracę orzeczniczą, a także pozaorzeczniczą oraz było przyznawane jako medal okolicznościowy. Uchwałą nr 381/2014 z 16 października 2014 Krajowa Rada Sądownictwa ustanowiła Medal „Zasłużony dla Wymiaru Sprawiedliwości – Bene Merentibus Iustitiae” oraz ustaliła zasady uhonorowania tymże odznaczeniem. Wyróżnienie miało charakter honorowy, było przyznawane osobom zasłużonym dla wymiaru sprawiedliwości, a w szczególności sędziom, sędziom w stanie spoczynku oraz byłym sędziom, którzy wyróżnili się pracą orzeczniczą lub pozaorzeczniczą. Wyróżnienie mogło być przyznane wyłącznie jednokrotnie, poza tym istniała możliwość uhonorowania medalem pośmiertnie. Medal był także przyznawany obywatelom innych państw. W drodze wyjątku medal był przyznawany osobom niebędącymi sędziami. Od 2014 do 2017 medal przyznano 244 osobom. Decyzją KRS z 3 marca 2018 medal został zniesiony z tym dniem w związku z końcem działalności Rady w składzie ukształtowanym zgodnie z Konstytucją Rzeczypospolitej Polskiej.